# Nová Teplice
Nová Teplice (deutsch Neu Teplitz) ist eine Grundsiedlungseinheit der Stadt Chyše (Chiesch) in Tschechien. Das Dorf liegt sieben Kilometer nordöstlich von Žlutice (Luditz) und gehört zum Okres Karlovy Vary.

## Geographie
Nová Teplice befindet sich in der Žluticka vrchovina (Luditzer Bergland) am Westrand des Libkovický les (Liebkowitzer Wald) im Quellgebiet eines kleinen Zuflusses zum Bach Libkovický potok. Durch den Ort führt die Staatsstraße II/194 zwischen Chyše und Podbořanský Rohozec (Deutsch Rust). Einen halben Kilometer nördlich verläuft ein Teilstück der Autobahn D 6, einen Kilometer östlich die Bahnstrecke Rakovník–Bečov nad Teplou. Im Südosten erhebt sich der Jezerský vrch (Jeserauberg; 589 m n.m.), südwestlich der Nad Ovčínem (580 m n.m.) und der Na Karlově (586 m n.m.), im Westen der U Bošova (587 m n.m.) und nordwestlich der Bošovský kopec (577 m n.m.).
Nachbarorte sind Bošov (Poschau) und Vrbice (Großfürwitz) im Norden, Kostrčany (Kosterschan), Cihelna (Ziegelhäuser) und Libkovice (Liebkowitz) im Nordosten, Lubenec (Lubenz) im Osten, Struhaře (Struharz), Hájek (Heikau), Podštěly (Badstübel) und Jezerov (Jeserau) im Südosten, Chýšky (Spitzberg), Chyše und Nová Ovčárna (Neuhütten) im Süden, Protivec (Protiwitz) und Mokrá (Mokrau) im Südwesten, Čichalov (Sichlau) und Budov (Buda) im Westen sowie Verušičky (Klein Werscheditz) und Skřipová (Krippau) im Nordwesten.

## Geschichte
An der Stelle von Nová Teplice lag das 1359 gegründete Dorf Tepla. Während des Dreißigjährigen Krieges wurde das zum Gut Libkowitz gehörige Dorf zerstört und blieb wüst.
Franz Carl von Clary und Aldringen (1675–1751) auf Teplitz, der ab 1716 auch Besitzer des Gutes Libkowitz war, ließ die Wüstung wieder besiedeln und benannte das neue Dorf nach seinem Sitz als Neu-Teplitz. 1755 veräußerten die Fürsten von Clary und Aldringen das Gut Libkowitz an Adam Franz von Hartig, der es 1774 an Anton von Klement und Franz Xaver Putz von Breitenbach überließ. Ab 1807 besaß die Familie Wenisch das Gut.
Im Jahre 1845 bestand das im Elbogener Kreis gelegene Dominikaldorf Neu-Teplitz bzw. Neu-Töplitz aus zwölf Häusern mit 60 deutschsprachigen Einwohnern. Gepfarrt war das Dorf nach Nahořetitz. Bis zur Mitte des 19. Jahrhunderts blieb Neu-Teplitz dem Gut Liebkowitz untertänig.
Nach der Aufhebung der Patrimonialherrschaften bildete Neutöplitz / Nové Teplice ab 1850 eine Gemeinde im Gerichtsbezirk Luditz. Ab 1868 gehörte Neutöplitz zum Bezirk Luditz. Im Jahre 1869 wurde Neutöplitz nach Liebkowitz eingemeindet und nach Chiesch umgepfarrt; zu dieser Zeit bestand das Dorf aus zwölf Häusern und hatte 88 Einwohner. Im Jahre 1900 hatte Neutöplitz 61 Einwohner, 1910 waren es ebenso viele. Seit Anfang des 20. Jahrhunderts wurde Neu Teplitz als Ortsname verwendet. Nach dem Ersten Weltkrieg zerfiel der Vielvölkerstaat Österreich-Ungarn, das Dorf wurde 1918 Teil der neu gebildeten Tschechoslowakischen Republik. Beim Zensus von 1921 lebten in den zwölf Häusern des Dorfes 68 Deutsche. Der tschechische Ortsname wurde 1924 in Nová Teplice abgeändert. 1930 lebten in den elf Häusern von Neu Teplitz 54 Personen. Die Häuser lagen um einen großen Dorfplatz, auf dem neben dem Dorfteich die Kapelle des böhmischen Landesheiligen  Wenzel stand. Nach dem Münchner Abkommen wurde Neu Teplitz im Oktober 1938 dem Deutschen Reich zugeschlagen und gehörte bis 1945 zum Landkreis Luditz. Nach dem Ende des Zweiten Weltkrieges kam Nová Teplice zur wiedererrichteten Tschechoslowakei zurück. Nach der Aussiedlung der deutschen Bewohner wurde Nová Teplice nur schwach mit Tschechen wiederbesiedelt. 1946 standen in Nová Teplice 13 Häuser. Im Zuge der Gebietsreform von 1948 wurde der Okres Žlutice aufgelöst und die Gemeinde Libkovice zum 1. Februar 1949 dem Okres Podbořany zugeordnet. Im Jahre 1950 lebten in den zehn Häusern von Nová Teplice nur noch 23 Personen. Bei der Gebietsreform von 1960 erfolgte sowohl die Aufhebung des Okres Podbořany als auch der Gemeinde Libkovice; während Libkovice nach Lubenec im Okres Louny eingemeindet wurde, kam Nová Teplice zur Gemeinde Chyše in den Okres Karlovy Vary und verlor den Status eines Ortsteils. In der zweiten Hälfte des 20. Jahrhunderts wurden die Hälfte der Häuser und die Kapelle abgebrochen. Die meisten der sieben Häuser von Nová Teplice sind nicht mehr dauerhaft bewohnt. Beim Zensus von 2001 bestand Nová Teplice aus einem Wohnhaus und hatte fünf Einwohner. 2011 wurden dieselben Zahlen ermittelt.
Im Oktober 2010 begann nördlich des Dorfes der Bau eines vier Kilometer langen Teilstückes der Autobahn D 6 zwischen Bošov und Libkovice, das im November 2015 übergeben und zwischen 2018 und 2021 bis Jelení verlängert wurde.

## Ortsgliederung
Die Grundsiedlungseinheit Nová Teplice gehört zum Ortsteil Chyše und ist auch Teil des Katastralbezirks Chyše.

## Sehenswürdigkeiten
- Gusseisernes Kreuz, aufgestellt 1859 unweit der Kapelle an der Straße auf dem ehemaligen Dorfplatz. Es wurde zu Beginn des 1990er Jahre instand gesetzt.[6]

## Ehemalige Bauwerke
- Kapelle des hl. Wenzel, sie stand auf dem Dorfplatz und wurde in der zweiten Hälfte des 20. Jahrhunderts abgerissen.[7]